# Dasybasis anomala
Dasybasis anomala är en tvåvingeart som beskrevs av M. Josephine Mackerras och Rageau 1958. Dasybasis anomala ingår i släktet Dasybasis och familjen bromsar. Inga underarter finns listade i Catalogue of Life.